# Catoptria europaeica
Catoptria europaeica là một loài bướm đêm trong họ Crambidae.